# Salma al-Shehab
Salma al-Shehab (arabisch سلمى الشهاب, DMG Salmā aš-Šihāb; geb. 1988) ist eine saudi-arabische Studentin und politische Gefangene, die vom saudi-arabischen Sonderstrafgericht zu 34 Jahren Haft verurteilt worden war. Die ist die längste Haftstrafe, die je gegen einen Menschenrechtsaktivisten in Saudi-Arabien verhängt wurde.
Während über al-Shehabs ursprüngliche Verurteilung zu sechs Jahren relativ wenig berichtet wurde, erregte ihre erneute Verurteilung im August 2022 internationale Aufmerksamkeit und führte zu Kritik an der saudi-arabischen Regierung von Premierminister Mohammed bin Salman.

## Persönliches Leben
Al-Shehab gehört der schiitischen Minderheit in Saudi-Arabien an.
Zum Zeitpunkt ihrer Verhaftung im Januar 2021 war al-Shehab, Doktorandin der Zahnmedizin an der Universität von Leeds, verheiratet und hatte zwei Kinder. Bevor sie in das Vereinigte Königreich zog, arbeitete al-Shehab Berichten zufolge als Zahnhygienikerin und als Dozentin an der Princess Nora bint Abdul Rahman University in Riad.

## Verhaftung und Gefängnis
Im Dezember 2020 leitete al-Shehab mehrere Twitter-Beiträge weiter, in denen Reformen in Saudi-Arabien gefordert wurden. Darunter Beiträge zur Unterstützung des Rechts von Frauen, Auto zu fahren, der Freilassung lokaler Aktivisten (darunter Loujain al-Hathloul) und der Forderung nach einem Ende des männlichen Vormundschaftssystems des Landes.
Im Januar 2021 wurde al-Shehab während eines Urlaubs in Saudi-Arabien verhaftet. Während der Berufung gegen ihre Verurteilung gab sie an, dass sie nach ihrer Festnahme 285 Tage lang in Haft gehalten worden war, bevor der Fall an ein Strafgericht verwiesen wurde. Dies stellte einen Verstoß gegen das Gesetz dar, nach dem die Haftzeit 180 Tage nicht überschreiten darf. Sie gab auch an, dass sie keinen Zugang zu ihrem Anwalt und 13 Tage in Einzelhaft verbracht hatte. Während ihrer Haft behauptete al-Shehab, dass ihre Würde „verletzt“ worden sei – was vermutlich auf körperliche oder sexuelle Übergriffe anspielt – und dass man sie unter Druck gesetzt habe, zu sagen, dass sie Mitglied der Muslimbruderschaft sei.
Al-Shehab wurde ursprünglich zu sechs Jahren Gefängnis verurteilt. Als Begründung wurde angeführt, dass sie das Internet genutzt hatte, um „öffentlich Unruhe zu stiften und die zivile sowie nationale Sicherheit zu beeinträchtigen“. Ursprünglich wurde ihr eine Freilassung nach drei Jahren in Aussicht gestellt. Im August 2022 wurde ihre Strafe revidiert und auf 34 Jahre erhöht. Dabei beriefen sich die Richter, dass sie mehrfach gegen saudi-arabische Gesetze zur Terrorismusbekämpfung und Cyberkriminalität verstoßen habe. Unter anderem wurde ihr vorgeworfen, Dissidenten unterstützt zu haben, indem sie versucht habe, die „öffentliche Ordnung zu stören“ und „falsche Gerüchte“ online zu veröffentlichen.
Ebenso wurde al-Shehab ein 34-jähriges Ausreiseverbot auferlegt, das nach Beendigung ihrer Haftstrafe in Kraft tritt. Al-Shehab legte gegen das Urteil Berufung ein. Sie erklärte dabei, dass sie die Twitter-Beiträge aus „Neugier“ und um „die Standpunkte der anderen zu sehen“ weitergeleitet habe. Sie fragte sich, wie ihr Twitter-Account, der rund 2.000 Follower hatte, als bedeutend genug angesehen werden konnte, um Terrorismus zu verursachen. Al-Shehab erklärte, ihre Verurteilung habe zur „Zerstörung“ ihrer Zukunft und der Zukunft ihrer Kinder geführt.

## Internationale Reaktion
In Saudi-Arabien erklärte Lina al-Hathloul von der saudi-arabischen Menschenrechtsorganisation ALQST, die Behandlung von al-Shehab zeige, dass die Regierung „wild entschlossen ist, jeden, der seine Meinung frei äußert, hart zu bestrafen“.
Die erneute Verurteilung von al-Shehab führte zu Kritik an US-Präsident Joe Biden. Dieser hatte zunächst seine Absicht bekundet, Saudi-Arabien aufgrund seiner Menschenrechtslage zu einem „Pariastaat“ zu erklären. Einige Wochen vor der erneuten Verurteilung von al-Shehab gab es aber unverhofft ein Zusammentreffen von Joe Biden und Mohammed bin Salman, dem damals De-Facto-Führer des Landes. Dieses Treffen bezeichnete al-Hathloul als „zunehmende Rehabilitierung“ der saudi-arabischen Regierung.
In den Vereinigten Staaten veröffentlichte die Washington Post als Reaktion auf al-Shehabs Behandlung einen Leitartikel, in dem sie bin Salmans Versprechen an Biden, die Menschenrechtslage in Saudi-Arabien zu verbessern, als „eine Farce“ bezeichnete. Das US-Außenministerium gab nach al-Shehabs Verurteilung eine Erklärung ab, in der es hieß, dass die Ausübung des Rechts auf freie Meinungsäußerung, um für die Rechte der Frauen einzutreten, nicht kriminalisiert werden dürfe.  Senatorin Dianne Feinstein twitterte, sie sei „äußerst beunruhigt“ über die Nachricht von al-Shehabs Verurteilung.
Im September 2022 wurde die britische Regierung in einem offenen Brief von 400 Akademikern im Vereinigten Königreich aufgefordert, „dringend Maßnahmen“ zu ergreifen, um al-Shehabs Freilassung zu erwirken. Ein Sprecher der Regierung erklärte, dass die Minister ihre Bedenken gegenüber den saudi-arabischen Behörden geäußert hätten und dies „auch weiterhin tun“ würden. Al-Shehabs Alma Mater, die Universität von Leeds, erklärte, sie sei „tief besorgt“ über al-Shehabs Verhaftung.
35 Menschenrechtsorganisationen veröffentlichten eine Erklärung, in der sie dazu aufriefen, internationalen Druck auf Saudi-Arabien auszuüben, um eine weitere Eskalation der „Unterdrückung der Meinungsfreiheit“ in dem Land zu verhindern. Die Freedom Initiative nannte al-Shehabs Verurteilung „abscheulich“. Es wurde gemutmaßt, dass al-Shehabs harte Verurteilung zum Teil auf ihre Zugehörigkeit zur schiitischen Minderheit in Saudi-Arabien zurückzuführen sei. Amnesty International berichtete, dass al-Shehabs Verurteilung dazu diente, ein „Exempel“ für andere Aktivisten zu statuieren, und bezeichnete ihre Inhaftierung als „grausam und ungewöhnlich“. Die britische Zeitung The Guardian stimmte dem zu, und wies darauf hin, dass al-Shehab keine prominente Aktivistin sei, und dass sie in den sozialen Medien relativ wenige Anhänger habe.
Auf Twitter wurde al-Shehabs Name nach ihrer erneuten Verurteilung zum Trend.

## Berufungsverfahren und Haftentlassung
Al-Shehabs ursprüngliche Haftstrafe von sechs Jahren im März 2022 wurde im August 2022 in der Berufung auf 34 Jahre erhöht. Al-Shehab legte auch gegen dieses Urteil Berufung ein, und die Strafe wurde im Januar 2023 auf 27 Jahre reduziert. Eine dritte Berufung im September 2024 reduzierte die Strafe weiter auf vier Jahre.
Diese vierjährige Haftstrafe endete im Dezember 2024. Salma Al-Shehab wurde im Februar 2025 freigelassen.